# Cystidia eurymede
Cystidia eurymede là một loài bướm đêm trong họ Geometridae.